# To Be Frank
To Be Frank è il sesto album in studio del cantautore britannico Nik Kershaw, pubblicato il 23 aprile 2001 dall'etichetta discografica Koch Records.

## Tracce
Testi e musiche di Nik Kershaw, eccetto dove indicato.
1. Wounded – 4:21
2. Get Up – 4:11
3. Die Laughing – 4:39
4. Jane Doe – 4:22 (Chesney Hawkes e Nik Kershaw)
5. How Sad – 4:16
6. Take Me to the Church – 4:54
7. Hello World – 4:20
8. Already – 5:13
9. One Day – 5:07
10. All Is Fair – 4:13
11. Show Them What You're Made Of – 4:17

### Singoli estratti
- Wounded (B-side: They Said, Food for Fantasy)